# Tatsuya Ito
Tatsuya Ito (伊藤 達哉 Ito Tatsuya?), född 26 juni 1997 i Tokyo, är en japansk fotbollsspelare.
I juni 2019 blev han uttagen i Japans trupp till Copa América 2019.